# Hyun Wanner
Hyun Wanner, auch Stephan-Hyun Wanner, (* 1975) ist ein deutscher Schauspieler und Gastronom.

## Leben
Hyun Wanner ist deutsch-koreanischer Abstammung. Er stammt aus Überlingen am Bodensee. Seine Mutter Soon kam als Krankenschwester nach Deutschland. Sein Vater war Filialleiter bei einer Bank.
Wanner spielte schon während seiner Schulzeit am Überlinger Gymnasium Theater; er hatte u. a. Hauptrollen in dem Musical Linie 1 und in Andorra. Nach dem Abitur ging er nach Berlin und absolvierte hier eine vierjährige Schauspielausbildung an der Hochschule für Schauspielkunst „Ernst Busch“. Seitdem war er als freier Schauspieler tätig.
In dem Schweizer Kinofilm Happiness Is a Warm Gun (2001), der die Lebens- und Liebesgeschichte des Paares Petra Kelly und Gert Bastian inszeniert, war er in der Rolle des Tashi zu sehen. Er verkörperte den Liebhaber von Petra Kelly. In dem Spielfilm Große Mädchen weinen nicht (2002), einer Geschichte über das Erwachsenwerden der beiden 17-jährigen Freundinnen Steffi (Karoline Herfurth) und Kati (Anna Maria Mühe), spielte er Jani, einen der beiden jungen Männer, den die beiden Freundinnen kennenlernen, und mit dem sie einen Szene-Club in Berlin besuchen. In dem Fernsehfilm Ehespiele (2003) übernahm er die Rolle des Gen Okagami. Er spielte einen homosexuellen Japaner, der mit dem Künstler Thomas (Siegfried Terpoorten) zusammenlebt, und der, um seiner drohenden Abschiebung zu entgehen, eine Ehe mit der wesentlich älteren Restauratorin Rike (Ute Willing) eingeht. In der Literaturverfilmung Baal (2004, mit Matthias Schweighöfer in der Hauptrolle) spielte er den jungen Andi. Eine weitere Literaturverfilmung folgte zwei Jahre später mit Peer Gynt (2006), diesmal mit Robert Stadlober in der Hauptrolle.
In Andreas Strucks Spielfilm Sugar Orange (2004) über die Geschichte der beiden Schulfreunde Leo (Mr. Sugar) und Clemens (Captain Orange) spielte Wanner, an der Seite von Lucas Gregorowicz, den erwachsenen Clemens, der eine homosexuelle Beziehung mit Leos älterem Bruder Frank (Bruno Cathomas) eingeht. In dem Weihnachts-Fernsehfilm Oh Tannenbaum (2007) mit Günther Maria Halmer und Jutta Speidel in den Hauptrollen, spielte er Steve, der als Model arbeitet und neben seiner homosexuellen Beziehung mit dem „Weihnachtsmann“ David (wieder von Lucas Gregorowicz gespielt) eine Affäre mit einem anderen Mann hat. In dem Märchenfilm Des Kaisers neue Kleider (2010) hatte er die kleine Rolle des Friseurs.
Er hatte außerdem Episodenrollen in den Fernsehserien Balko (2002; als Sushi-Koch Pachinko), Abschnitt 40 (2003; als Chinese Ah Hoishin Wainzin), M.E.T.R.O. – Ein Team auf Leben und Tod (2006; als Koreaner Kim Sung), In aller Freundschaft (2008; erneut in einer homosexuellen Rolle als Lebensgefährte von Oliver Broumis), Kommissar Stolberg (2010; als japanischer Dolmetscher Ken Kato) und Der letzte Bulle (2010).
Nach längerer Filmpause war Wanner 2015 in dem Kinofilm Schwester Weiß, in dem Lisa Martinek und Željka Preksavec die Hauptrollen spielten, in einer Nebenrolle als Zivildienstleistender Jan, der sich um eine alte pflegebedürftige Frau (Sabine Hahn) kümmert, zu sehen. In dem Fernsehthriller Das Nebelhaus, einer Sat.1-Produktion, die im November 2017 erstausgestrahlt wurde, spielte er an der Seite von Felicitas Woll.
In der 18. Staffel der ZDF-Serie SOKO Köln (2021) übernahm er eine Episodenhauptrolle als charismatischer Qigong- und Kung-Fu-Lehrer und Onkel einer ermordeten chinesischen Kunsthistorikerin. In der sechsteiligen ZDF-Dramedy-Serie Wendehammer (2022) spielte er in einer durchgehenden Serienrolle den Bauingenieur Felix Kramer, den Lebensgefährten der, zu den fünf weiblichen Hauptfiguren gehörenden, falschen Doktorandin Julia (Alice Dwyer), der seiner Freundin in einem unromantischen Antrag vorschlägt, aufgrund der Empfehlung seines Steuerberaters zu heiraten.
In der 4. Staffel der TV-Serie Charité (2024) spielte Wanner die Rolle des Gesundheitsministers Thomas Nguyen. In der Amazon-Prime-Serie Maxton Hall (2024) spielt Wanner die Rolle des Percy.
Wanner arbeitete zeitweise auch als Model, beispielsweise für Jette Joop, Diesel, Levi’s und andere Firmen.
Neben seiner Arbeit als Schauspieler betätigte sich Wanner in Berlin als Gastronom. Er führte von 2009 bis 2013 als Geschäftsführer und Mitbetreiber gemeinsam mit seiner Geschäftspartnerin Young-Mi Park-Snowden das koreanische Szene-Restaurant „Kimchi Princess“ und die „Soju Bar“ in Berlin-Kreuzberg. Mit seinem Geschäftspartner Felix Pahnke eröffnete er im Oktober 2014 außerdem das koreanische Restaurant „Dae Mon“ am Monbijouplatz in Berlin-Mitte. Im Oktober 2015 nahm er mit dem Restaurant „Dae Mon“ an der Berlin Food Week teil. Bis 2022 leitete er außerdem das Berliner Szene-Restaurant „Tisk“ in Berlin-Neukölln, das vom Guide Michelin mit einem „Bib Gourmand“ und dem grünen Stern für besonders nachhaltige Konzepte ausgezeichnet wurde.
Seit 2013 war er außerdem gemeinsam mit seiner Frau Karina Wanner-Kirschner Inhaber des Cafés „Zsa Zsa & Loui“ in Berlin-Neukölln. Seine Frau hatte er durch ihren Nebenjob als Kellnerin und Barkeeperin in der Bar des Restaurant „Kimchi Princess“ kennengelernt. Inzwischen ist das Paar getrennt.
Wanner ist Vater eines Sohnes. Er lebte mit seiner Familie in Berlin-Wedding. Wanner wohnt aktuell (Stand: November 2024) in Berlin-Charlottenburg.

## Filmografie (Auswahl)
- 2001: Happiness Is a Warm Gun (Kinofilm)
- 2002: Balko (Fernsehserie, Folge: Das Sushi-Massaker)
- 2002: Große Mädchen weinen nicht (Kinofilm)
- 2003: Ehespiele (Fernsehfilm)
- 2003: Abschnitt 40 (Fernsehserie, Folge: Schattenboxen)
- 2004: Baal (Fernsehfilm)
- 2004: Sugar Orange (Spielfilm)
- 2005: Der letzte Tanz (Fernsehfilm)
- 2006: M.E.T.R.O. – Ein Team auf Leben und Tod (Fernsehserie, Folge: Lassa)
- 2006: Peer Gynt (Fernsehfilm)
- 2007: Oh Tannenbaum (Fernsehfilm)
- 2008: In aller Freundschaft (Fernsehserie, Folge: Eindeutig zweideutig)
- 2010: Kommissar Stolberg (Fernsehserie, Folge: Eine Frage der Ehre)
- 2012: Der letzte Bulle (Fernsehserie, Folge: Überlebenstraining)
- 2010: Des Kaisers neue Kleider (Fernsehfilm)
- 2015: Schwester Weiß (Kinofilm)
- 2017: Das Nebelhaus (Fernsehfilm)
- 2019: Familie Bundschuh – Wir machen Abitur (Fernsehreihe)
- 2020: Sunny – Wer bist du wirklich? (Fernsehserie, Folge: Lüge)
- 2021: The Mopes (Fernsehserie)
- 2021: SOKO Köln (Fernsehserie, Folge: Just married)
- 2022: Fluffy Tales (Kurzfilm)
- 2022: Wendehammer (Fernsehserie)
- 2023: Der Tod kommt nach Venedig (Fernsehfilm)
- 2023: Ein starkes Team: Kurierfahrt in den Tod (Fernsehreihe)
- 2023: Doppelhaushälfte (Fernsehserie, Dritte Staffel)
- 2024: Charité (Fernsehreihe)
- 2024: Maxton Hall – Die Welt zwischen uns (Fernsehserie)
- 2024: SOKO Stuttgart (Fernsehserie, Folge: Abrakadabra)